# Galette des rois
Ne doit pas être confondu avec Gâteau des rois.

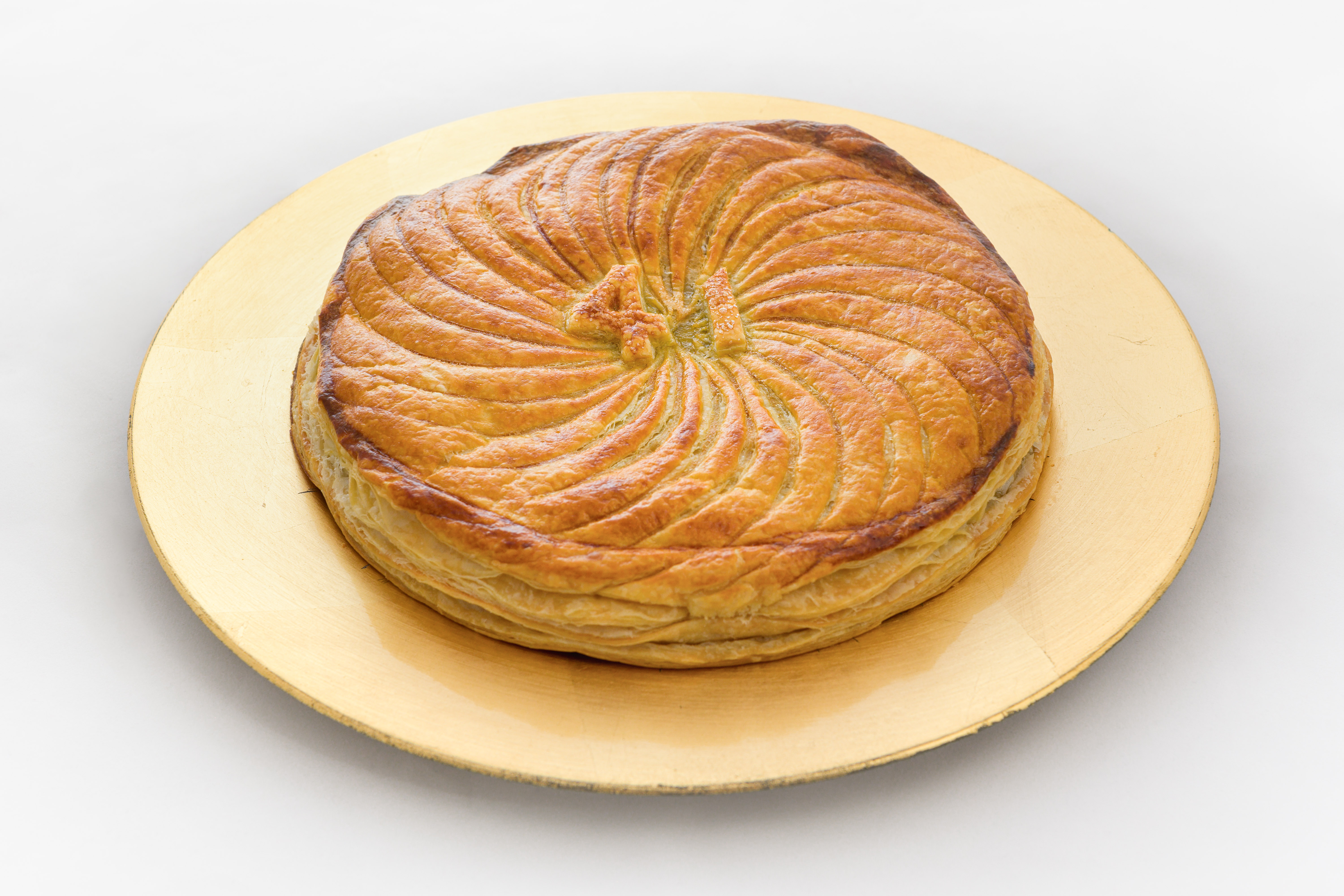
Une galette des rois à la frangipane.

La galette, souvent appelée galette des rois, est une préparation culinaire traditionnellement consommée après la fête de Noël, dans les pays de tradition chrétienne. Il s'agit d'une galette élaborée à base de pâte feuilletée et d'amandes (sous une préparation de frangipane), et consommée dans la moitié nord de la France, en Belgique, en Suisse, au Luxembourg, au Québec, en Acadie et au Liban.
Elle est dégustée à l’occasion de l’Épiphanie, une fête chrétienne qui célèbre la visite des mages à l'enfant Jésus, relatée dans l'Évangile selon saint Matthieu (Mt 2, 1-12). Selon les pays, cette fête est célébrée le 6 janvier ou le premier dimanche après le 1er janvier. En Belgique, la communauté néerlandophone lui donne le nom de driekoningentaart (tarte des trois rois). Certaines variantes de la galette font apparaître des boules symbolisant les mages, ou des fruits confits représentant les pierres précieuses ornant les couronnes.
D'origine païenne, la « galette des rois », qui a dépassé sa signification religieuse dans le monde moderne, est désormais l'occasion de se retrouver en famille ou entre amis. Cette tradition s'est sécularisée et est célébrée dans les municipalités, sur certains lieux de travail, etc.
De nombreuses variantes existent. Par exemple, cette galette est aussi appelée « galette parisienne » dans les régions du sud de la France, où l'on consomme non pas la galette mais le gâteau des rois, ou sous diverses formes apparentées dans les pays non-francophones.

## Histoire

### Origine

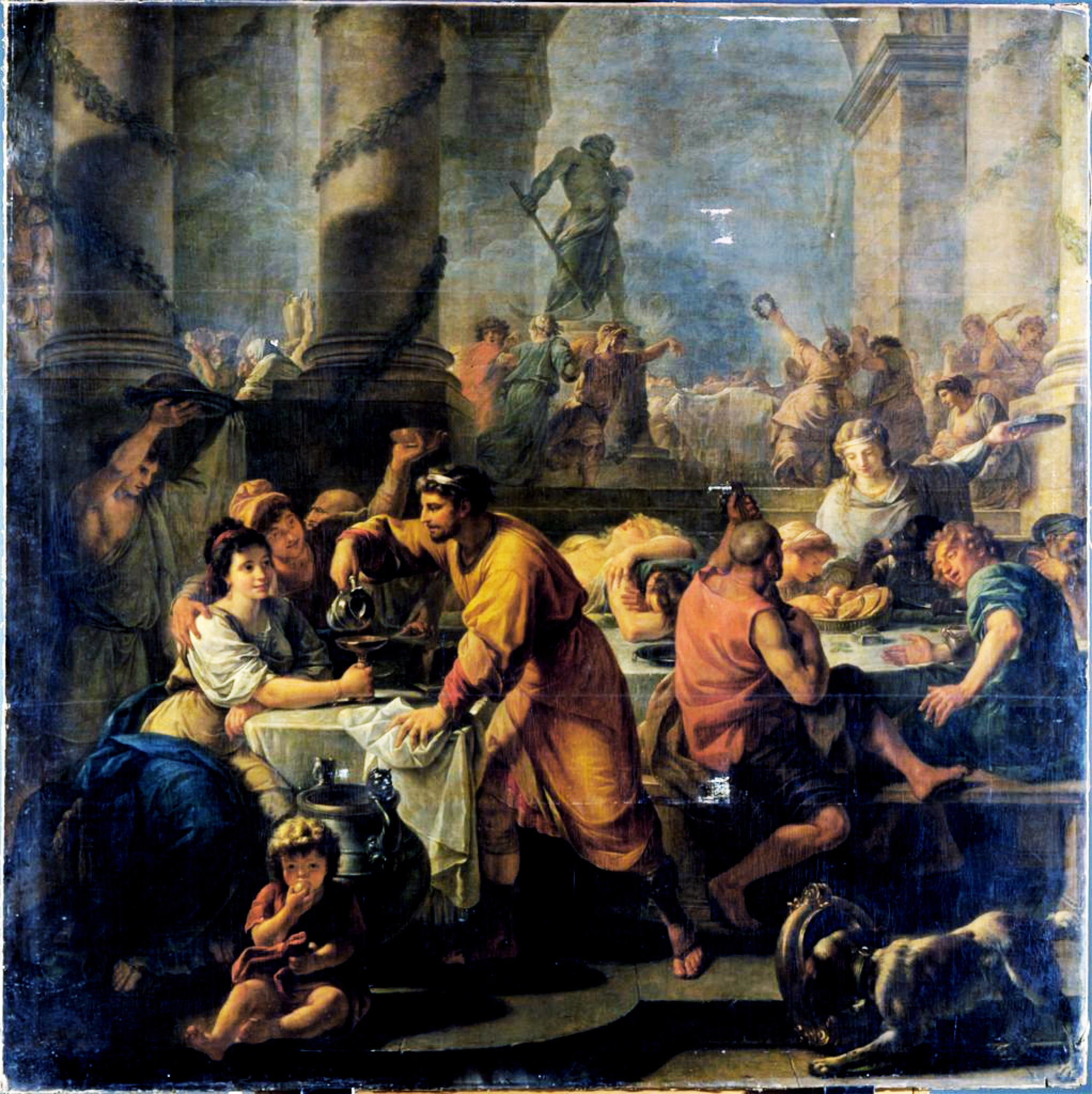
Les Saturnales par Antoine Callet, 1783.

L'historien romain Tacite écrit qu'il est d’usage de tirer au sort la royauté lors des fêtes consacrées à Saturne: les Saturnales étaient des fêtes romaines se déroulant la semaine du solstice d'hiver (soit entre la fin du mois de décembre et le commencement de celui de janvier), célébrant le dieu Saturne, durant lesquelles les Romains désignaient un esclave comme « roi d’un jour ». Au cours d'un banquet (au début ou à la fin des Saturnales, selon les différentes époques de la Rome antique), au sein de chaque grande familia, les Romains utilisent la fève d’un gâteau comme pour tirer au sort le Saturnalicius princeps (prince des Saturnales ou du désordre)[source insuffisante]. Le « roi d’un jour » dispose du pouvoir d’exaucer tous ses désirs pendant la journée (comme donner des ordres à son maître) avant de retourner à sa vie servile. Il faut préciser qu'il n'était permis d'entreprendre aucune guerre, ni d'exécuter un criminel, ni d'exercer d'autre art que celui de la cuisine pendant les Saturnales.
Étienne Pasquier (XVIe-XVIIe siècle) décrit dans ses Recherches de la France les cérémonies qui s’observent en cette occasion : 
« Le gâteau, coupé en autant de parts qu’il y a de conviés, on met un petit enfant sous la table, lequel le maître interroge sous le nom de Phébé (Phœbus ou Apollon), comme si ce fût un qui, en l’innocence de son âge, représentât un oracle d’Apollon. À cet interrogatoire, l’enfant répond d’un mot latin domine (seigneur, maître). Sur cela, le maître l’adjure de dire à qui il distribuera la portion du gâteau qu’il tient en sa main, l’enfant le nomme ainsi qu’il lui tombe en la pensée, sans acception de la dignité des personnes, jusqu’à ce que la part soit donnée où est la fève ; celui qui l’a est réputé roi de la compagnie, encore qu’il soit moindre en autorité. Et, ce fait, chacun se déborde à boire, manger et danser ».

### Moyen Âge

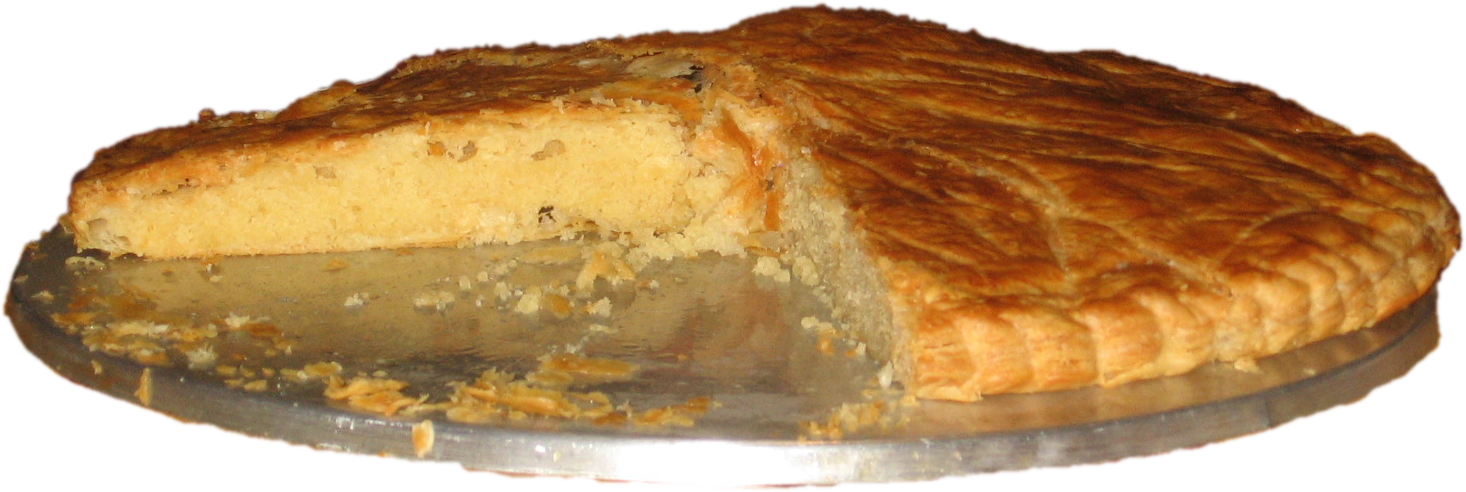
Une galette des rois entamée (galette frangipane).

Le partage de la galette est associé à la célébration des rois mages lors de l'Épiphanie, pour les chrétiens. Au Moyen Âge, les grands nomment quelquefois le roi du festin, dont on s’amuse pendant le repas. L’auteur de la vie du duc Louis II de Bourbon[Qui ?], voulant montrer quelle était la piété de ce prince de la fin du XIVe siècle, remarque : 
« le jour des Rois (à l'Épiphanie), il faisait roi un enfant de huit ans, le plus pauvre que l’on trouvât en toute la ville. Il le revêtait d’habits royaux et lui donnait ses propres officiers pour le servir. Le lendemain, l’enfant mangeait encore à la table du duc, puis venait son maître d’hôtel qui faisait la quête pour le pauvre roi. Le duc de Bourbon lui donnait communément quarante livres, tous les chevaliers de la cour chacun un franc et les écuyers chacun un demi-franc ». « La somme montait à près de cent francs que l’on donnait au père et à la mère pour que leur enfant fût élevé à l’école »,.
Dans sa Vie privée des Français, Legrand d’Aussy écrit, que, dès 1311, il est question de gâteaux feuilletés dans une charte de Robert II de Fouilloy, évêque d’Amiens. Souvent même, on paye les redevances seigneuriales avec un gâteau de ce genre. Ainsi, tous les ans, à Fontainebleau, le 1er mai, les officiers de la forêt s’assemblent à un endroit appelé « la table du roi », et là, tous les officiers ou vassaux qui peuvent prendre du bois dans la forêt et y faire paître leurs troupeaux, viennent rendre hommage et payer leurs redevances. Les nouveaux mariés de l’année, les habitants de certains quartiers de la ville et ceux d’une paroisse entière ne doivent tous qu’un gâteau. De même, lorsque le roi fait son entrée dans leur ville, les bourgeois d’Amiens sont tenus de lui présenter un gâteau d’un setier de blé.

### Monarchie

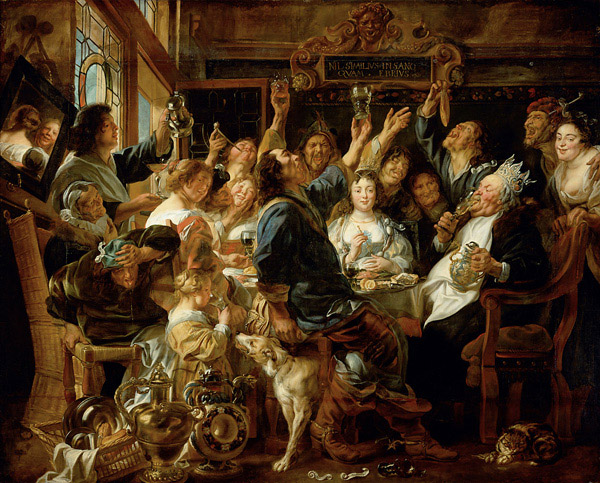
La Fête des rois, de Jacob Jordaens, v. 1640-45 (Kunsthistorisches Museum, Vienne).

On « tire les rois » même à la table de Louis XIV. Dans ses Mémoires, Françoise de Motteville écrit, à l’année 1648, que : 
« Ce soir, la reine nous fit l’honneur de nous faire apporter un gâteau à Mme de Brégy, à ma sœur et à moi ; nous le séparâmes avec elle. Nous bûmes à sa santé avec de l’hypocras qu’elle nous fit apporter ». » 
Un autre passage des mêmes Mémoires atteste que, suivant un usage qui s’observe encore dans quelques provinces, on réserve pour la Vierge une part qu’on distribue ensuite aux pauvres :
« Pour divertir le roi, écrit Françoise de Motteville à l’année 1649, la reine voulut séparer un gâteau et nous fit l’honneur de nous y faire prendre part avec le roi et elle. Nous la fîmes la reine de la fève, parce que la fève s’était trouvée dans la part de la Vierge. Elle commanda qu’on nous apportât une bouteille d’hypocras, dont nous bûmes devant elle, et nous la forçâmes d’en boire un peu. Nous voulûmes satisfaire aux extravagantes folies de ce jour, et nous criâmes : La reine boit ! » 
Avant Louis XIV, les grandes dames qui tirent la fève deviennent reines de France d’un jour et peuvent demander au roi un vœu dit « grâces et gentillesses » mais « le Roi-Soleil » abolit cette coutume.

Louis XIV conserve l’usage du gâteau des rois, même à une époque où sa cour est soumise à une rigoureuse étiquette. Le Mercure galant de janvier 1684 décrit la salle comme ayant cinq tables : une pour les princes et seigneurs, et quatre pour les dames : 
« La première table était tenue par le roi, la seconde par le dauphin. On tira la fève à toutes les cinq. Le grand écuyer fut roi à la table des hommes ; aux quatre tables des femmes, la reine fut une femme. Alors le roi et la reine se choisirent des ministres, chacun dans leur petit royaume, et nommèrent des ambassadrices ou ambassadeurs pour aller féliciter les puissances voisines et leur proposer des alliances et des traités. Louis XIV accompagna l’ambassadrice députée par la reine. Il porta la parole pour elle, et, après un compliment gracieux au grand écuyer, il lui demanda sa protection que celui-ci lui promit, en ajoutant que, s’il n’avait point une fortune faite, il méritait qu’on la lui fit. La députation se rendit ensuite aux autres tables, et successivement les députés de celles-ci vinrent de même à celle de Sa Majesté. Quelques-uns même d’entre eux, hommes et femmes, mirent dans leurs discours et dans leurs propositions d’alliance tant de finesse et d’esprit, des allusions si heureuses, des plaisanteries si adroites, que ce fut pour l’assemblée un véritable divertissement. En un mot, le roi s’en amusa tellement, qu’il voulut le recommencer encore la semaine suivante. Cette fois-ci, ce fut à lui qu’échut la fève du gâteau de sa table, et par lui en conséquence que commencèrent les compliments de félicitation. Une princesse, une de ses filles naturelles, connue dans l’histoire de ce temps-là par quelques étourderies, ayant envoyé lui demander sa protection pour tous les évènements fâcheux qui pourraient lui arriver pendant sa vie. « Je la lui promets, répondit-il, pourvu qu’elle ne se les attire pas. » Cette réponse fit dire à un courtisan que ce roi-là ne parlait pas en roi de la fève. À la table des hommes, on fit un personnage de carnaval qu’on promena par la salle en chantant une chanson burlesque ».

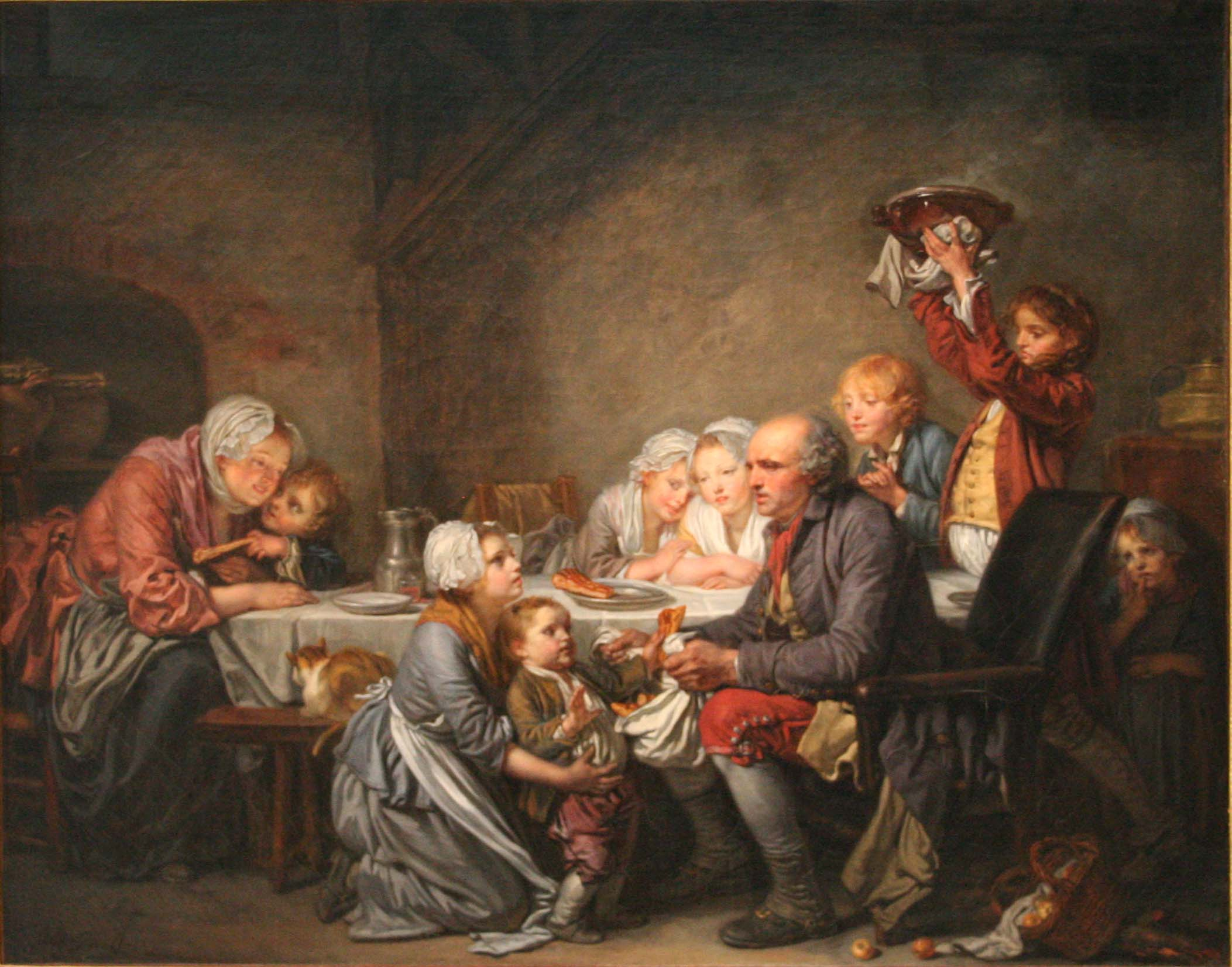
Gâteau des rois par J.-B. Greuze, 1774

En 1711, le Parlement de Paris décide, à cause de la famine, de le proscrire afin que la farine, trop rare, soit uniquement employée à faire du pain. « Au commencement du XVIIIe siècle, les boulangers envoyaient ordinairement un gâteau des rois à leurs « pratiques » (terme ayant ici le sens de « client »). Les pâtissiers réclamèrent contre cet usage et intentèrent même un procès aux boulangers comme usurpant leurs droits ».
Sur leur requête, le Parlement rend, en 1713 et 1717, des arrêts qui interdisent aux boulangers de faire et de donner, à l’avenir, aucune espèce de pâtisserie, d’employer du beurre et des œufs dans leur pâte, et même de dorer leur pain avec des œufs. La défense n’a d’effet que pour Paris et l’usage prohibé continue d’exister dans la plupart des provinces.

### Révolution française

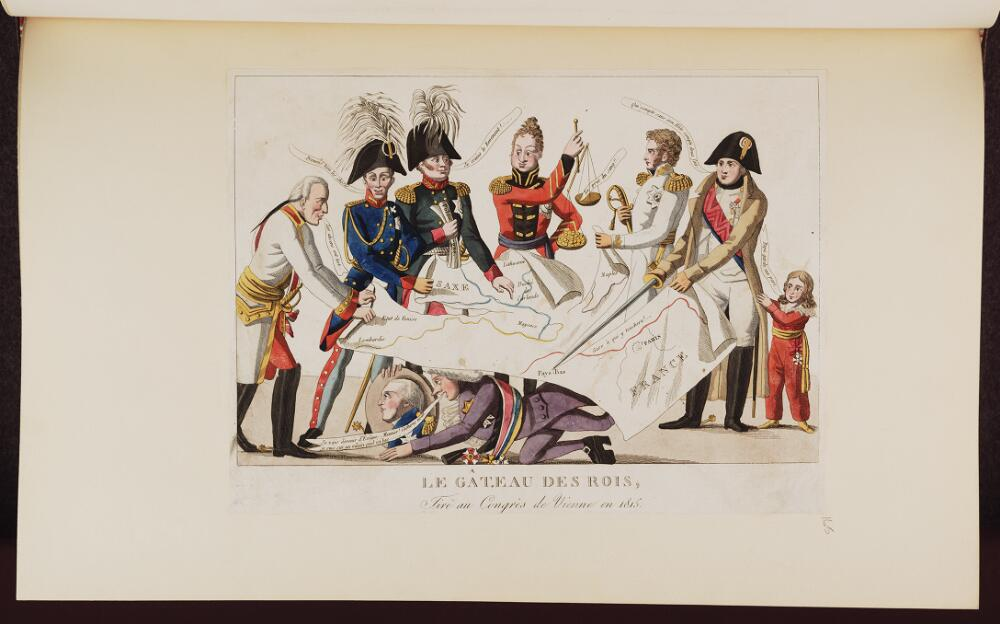
Caricature : « Le gâteau des rois, tiré au Congrès de Vienne en 1815 »

Quand vient la Révolution, le nom même de « gâteau des rois » devient un danger et Pierre-Louis Manuel, du haut de la tribune de la Convention, tente sans succès d’obtenir l’interdiction du gâteau des rois, mais la galette triompha du tribun. Peu après, un arrêté de la Commune ayant changé, dans la séance du 31 décembre 1791, le jour des rois en « jour des sans-culottes », le gâteau n’a plus sa raison d’être.
Cette disparition n'est néanmoins que momentanée, car les sans-culottes ayant renommé l’Épiphanie en « fête du Bon Voisinage », et un décret du 4 nivôse an III (24 décembre 1794) ayant recommandé de partager la « galette de l’Égalité », il réapparaît bientôt sur toutes les tables familiales.

## Tradition de «tirer les rois»

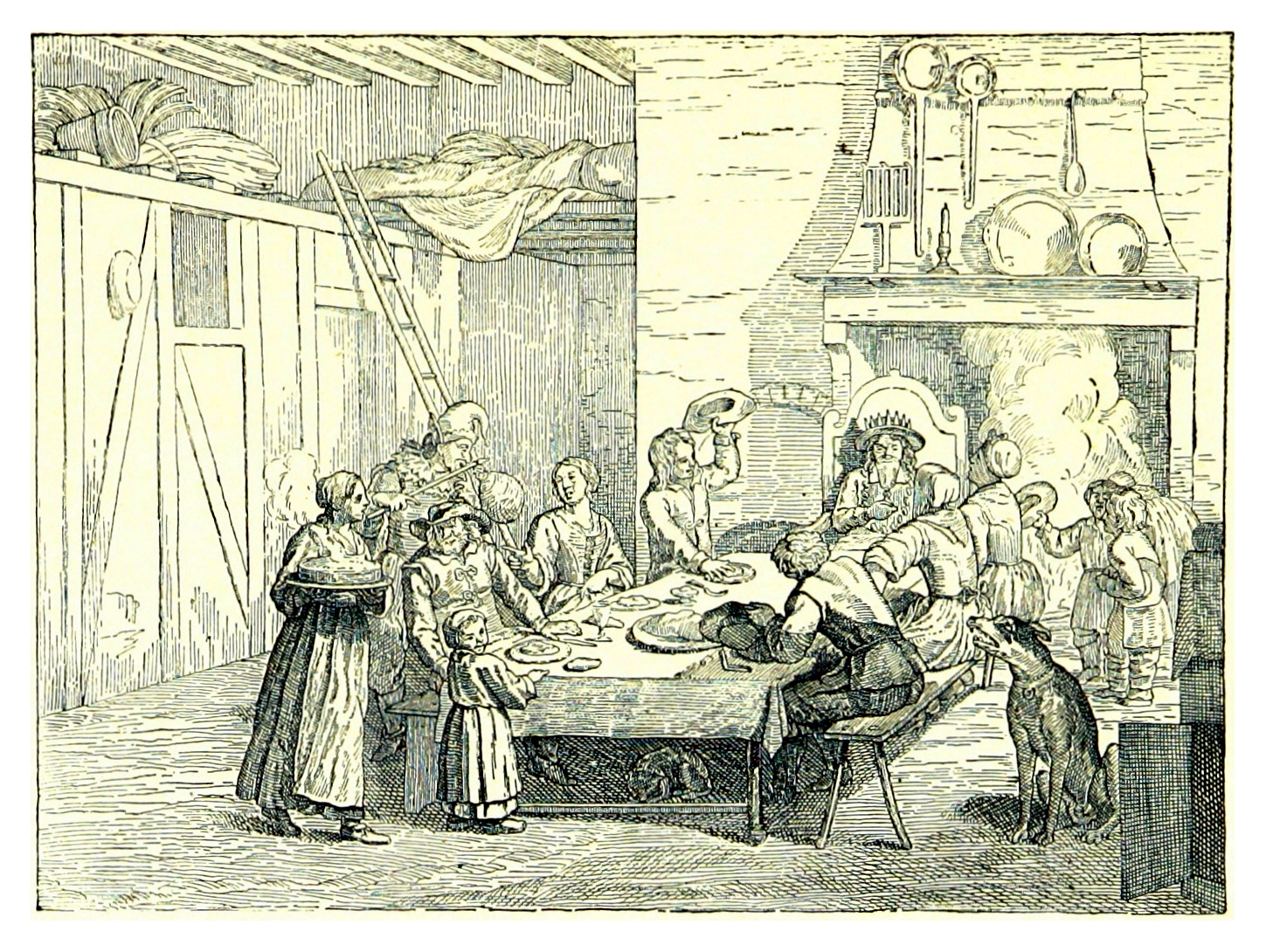
La fête des rois, scène d’intérieur. Famille de paysans attablée devant l’âtre pour célébrer la fête d’Épiphanie avec la traditionnelle galette des rois, dans Victor Fournel, Le Vieux Paris : fêtes, jeux, et spectacles, Tours, Alfred Mame, 1887, d’après Pierre-Jean Mariette, XVIIIe siècle.

La tradition se déroule en 4 étapes :

### Le découpage de la galette et l'attribution des parts
D'origine romaine (voir section Histoire/Origine), la tradition stipule que le plus jeune présent à l'assemblée se glisse sous cette table et désigne la répartition équitable des parts entre les convives en annonçant leurs noms lorsqu'une part est coupée, hors de son champ de vision, par une main innocente.
Si la fève est découverte lors de la découpe, la main innocente demande aux convives de se retourner, et elle replace la fève dans la frangipagne d'une part au hasard. Les convives se retournent alors et peuvent faire tourner la galette de sorte que nul ne puisse douter que l'attribution par le cadet sous la table ne favorise un participant.
Le découpage doit se faire de manière équitable pour que chaque convive ait une chance égale de trouver la fève. L’usage commande de partager la galette en autant de parts que de convives, plus une. Au Moyen Âge, cette dernière, appelée « part du Bon Dieu », « part de la Vierge » ou « part du pauvre » est destinée au premier pauvre qui se présentera au logis,,. Cette coutume a traversé les siècles et est encore présente dans certains foyers.

### Découverte de la fève
Celui qui découvre la fève dans sa part de galette est proclamé roi ou reine de la journée.
Dans la bonne société du XIXe siècle, la personne qui trouve la fève ne doit pas immédiatement en avertir les convives, mais il faut qu'elle fasse discrètement tomber la fève dans le gobelet de l'élu de son choix. La découverte de la fève dans le gobelet marque la fin du jeu, et le gagnant révèle alors son identité. Le couple ainsi formé est désigné comme le couple régnant pour la journée.
Une variante burlesque consiste à ce que la personne qui découvre la fève dans sa part de galette soit désignée comme le roi ou la reine. Pour choisir la personne de son choix, le roi ou la reine lève son gobelet, tandis qu'une autre personne présente nomme les convives un par un. À chaque nom prononcé, le roi ou la reine fait tomber une gorgée de vin dans le gobelet. Lorsque le nom de l'élu est annoncé, le roi ou la reine cesse de verser du vin dans le gobelet, et le convive nommé peut alors boire le gobelet ainsi rempli.

### La couronne
La personne qui a trouvé la fève se voit remettre une couronne en carton, en papier doré ou en tissu doré. Elle est alors couronnée ou peut donner la couronne au roi ou à la reine de son choix parmi les convives. Il n'est pas requis de porter la couronne tout le reste de la célébration.

### La célébration
Traditionnellement, la personne couronnée et la personne élue ont le droit de diriger la célébration et même de donner des instructions légères aux autres participants. Les convives ne sont pas tenus de faire référence au titre royal quand ils s'adressent en retour au roi de composition et dont la nomination est parfois parodique.

Une coutume avérée dès le  XVᵉ siècle est rapportée comme suit : 
« On s’asseyait en rond autour d’une immense galette et, lorsque la fève se trouvait enfin aux mains d’un des invités, on lui passait une couronne en papier et le gobelet en métal […] puis tout le monde se levait pour s’écrier : "Le Roi boit, le Roi boit, vive le Roi !" ».

### Désignation par la fève

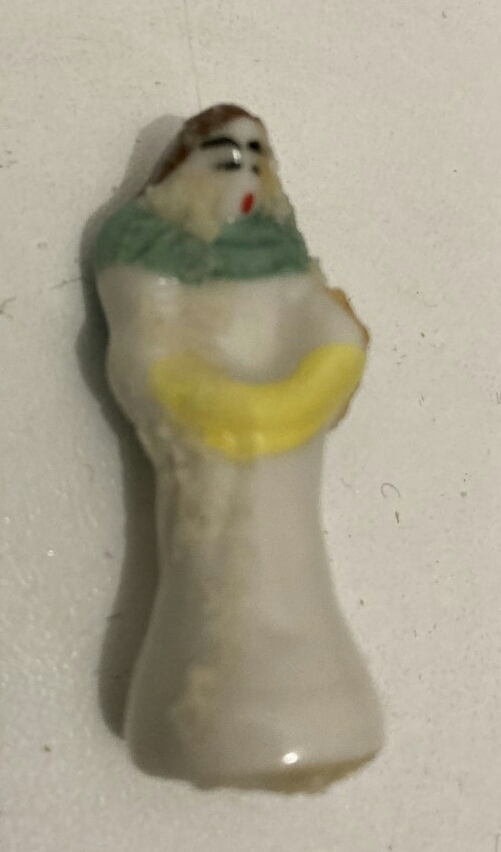
Fève en forme d'angelot.

Les gâteaux à fève ne sont pas uniquement associés à la fête des rois. L'utilisation de la fève remonte aux Grecs anciens, qui l'utilisaient pour l'élection de leurs magistrats. Les Romains utilisaient également ce moyen pour élire le maître des Saturnales. L'Église catholique, d'abord opposée aux coutumes païennes, prend le parti de se l'approprier sous le nom de « Galette des Rois » (en référence aux Rois mages). Ainsi, la fève est-elle remplacée par une figurine représentant l'enfant Jésus, cachée dans la pâte du gâteau, et sa découverte désigne le « Roi ».
Un poète du XIIIe siècle, racontant une partie de plaisir chez un seigneur, parle d’un gâteau à fève pétri par la châtelaine : « Si nous fit un gastel à fève ». Les femmes récemment accouchées offrent, à leurs relevailles, un gâteau de cette espèce.
Charlie Chaplin recourt au même principe dans la scène du pudding dans son film Le dictateur, afin de désigner le héros choisi par le sort pour l'attentat suicide contre Hynkel : Schultz donne à chaque homme un pudding, dans l'un desquels se trouve une pièce. L'homme qui obtient le pudding avec la pièce est censé commettre l'acte. S'ensuit une scène humoristique alors que les hommes tentent désespérément de tricher pour éviter de faire le sacrifice ultime.

### Tradition en France
Un sondage est réalisé en France en 2014 : 97 % des Français goûtent cette fête selon une source, 85 % selon une autre source. En 2014 les Français :
- ont mangé :
  - 70 % de galettes à la pâte feuilletée et à la frangipane (essentiellement dans les 3/4 nord de la France),
  - 11 % de gâteaux à la pâte plus ou moins dense, parfumée à l'eau de fleur d'oranger (principalement dans le sud de la France et en Franche-Comté) ;
- ont été 9 % à en consommer plus de cinq ;
- ont été 68 % à tricher pour donner la fève aux plus jeunes.

#### Principe de laïcité

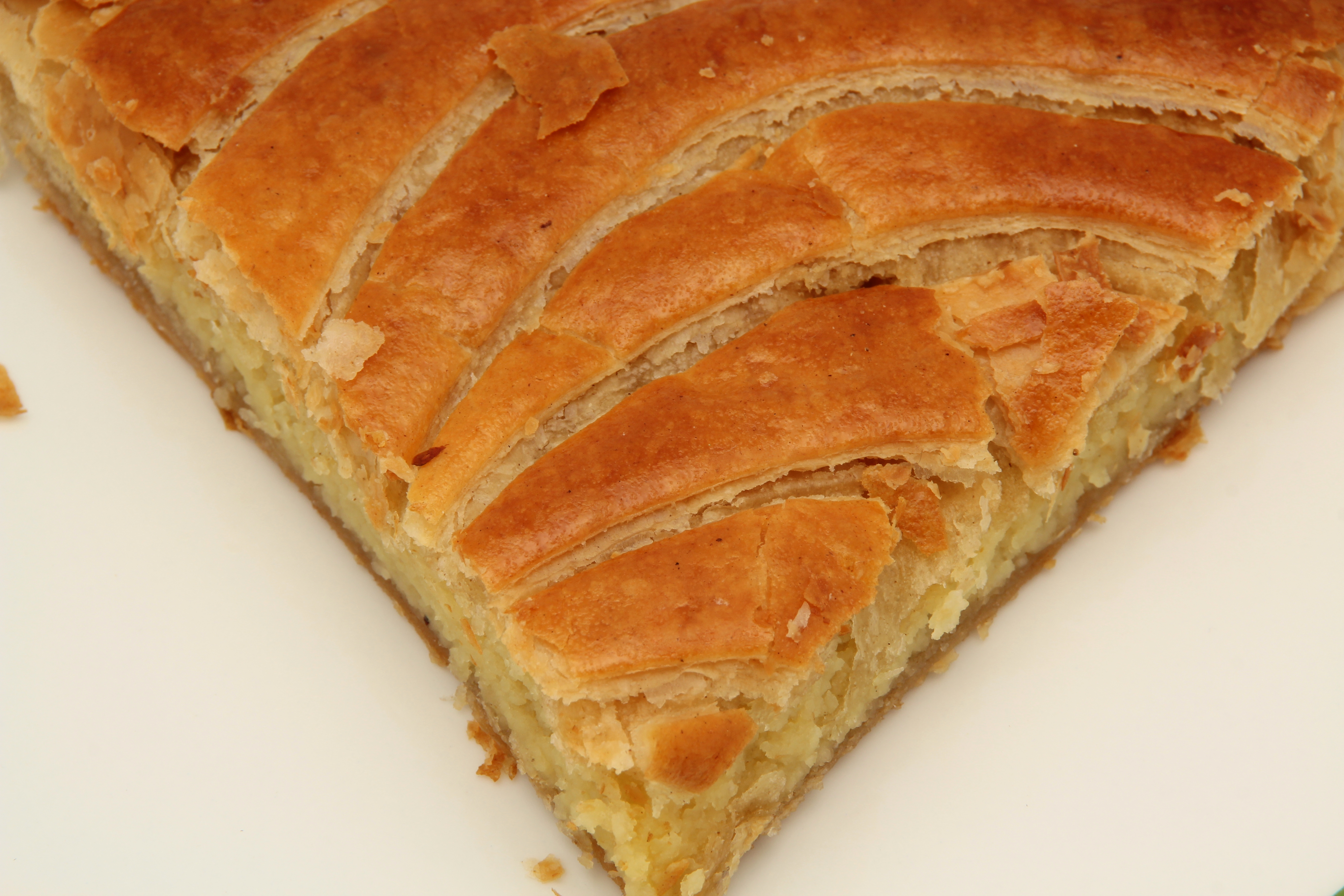
Morceau de galette des rois (galette parisienne).

Lors de la préparation des cérémonies des galettes destinées aux écoles publiques en 2013 à Brest, la mairie décide de retirer toutes les couronnes. Les services expliquent que « Cette année, sur la couronne était inscrit le mot « Épiphanie ». À nos yeux, c'était faire rentrer le religieux à l'école, ce qui est interdit par la loi ». Les années suivantes 2014 et 2015, la galette est offerte aux élèves sans problème. Une rumeur propagée par le site de France 3 annonçant l'annulation de cette fête en 2015 se révèle fausse.

#### Palais de l'Élysée
Une galette géante (40 fois plus grosse qu'une galette classique en 2018) est livrée chaque année au président de la République depuis 1975. Mais selon le même principe que la « galette de l'Égalité » de la période révolutionnaire, la galette offerte chaque année au président ne cache aucune fève, au nom du respect des principes de la République.

## Composition

### La fève

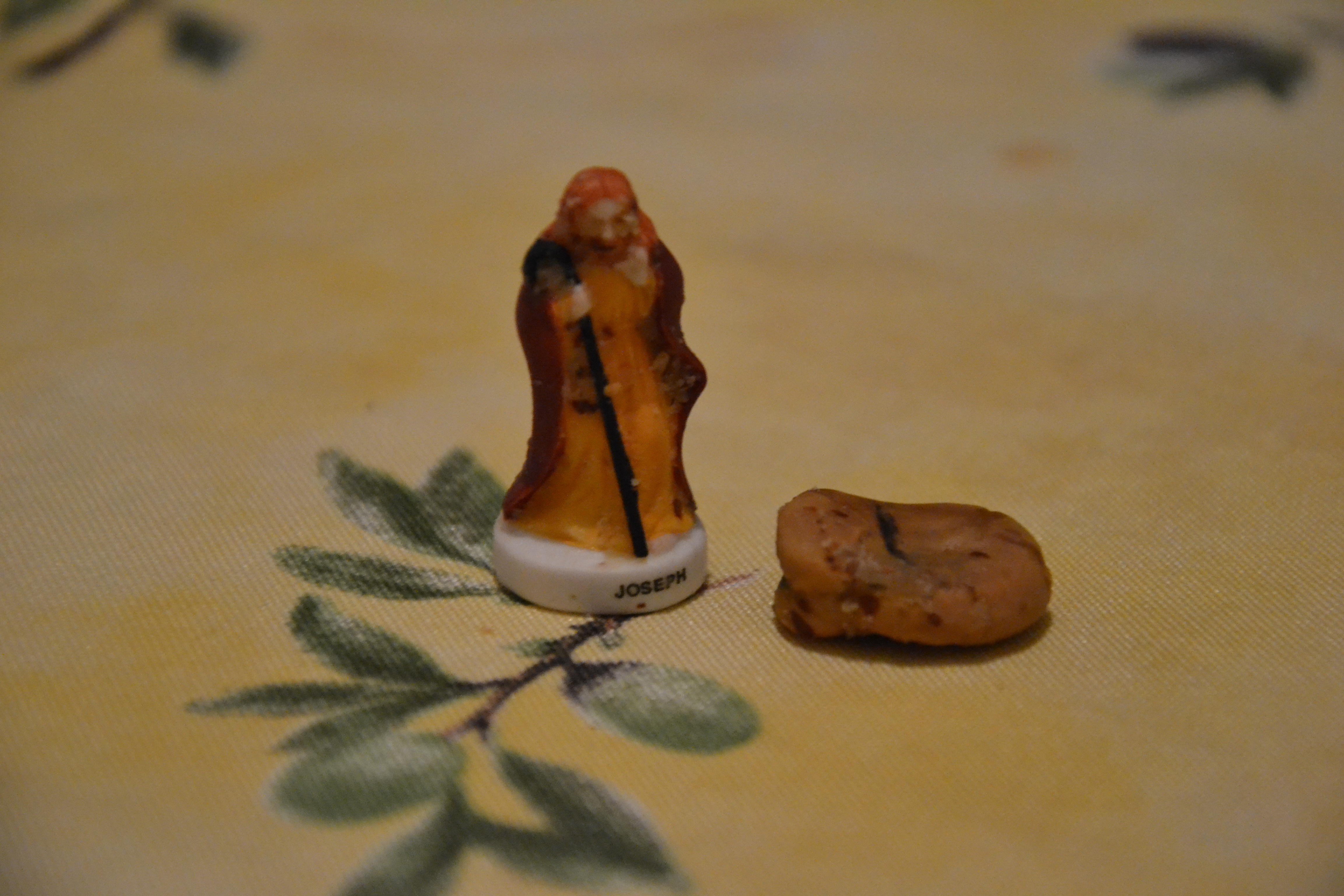
Fève en faïence et fève de légumineuse

La tradition de « tirer les rois » à l’Épiphanie passe par la dissimulation d'une fève dans la galette ; la personne qui obtient cette fève devient le roi ou la reine de la journée.

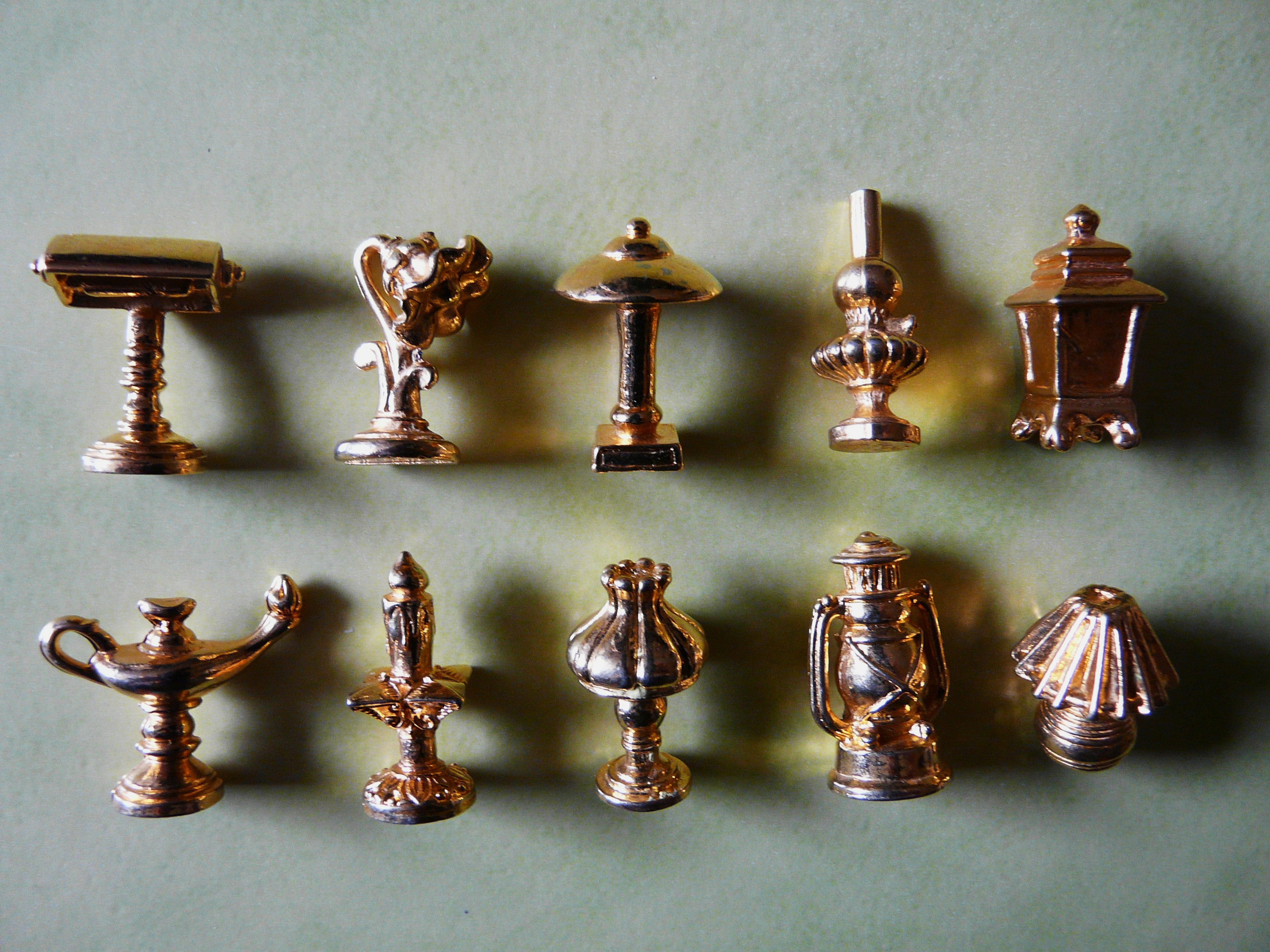
Fèves en forme de lampes dorées.

Les premières fèves en porcelaine apparaissent à la fin du XVIIIe siècle. Pendant la Révolution française, on remplace l’enfant Jésus par un bonnet phrygien. La même époque voit naître la « galette de la Liberté », ou « de l'Égalité », dépourvue de fève, qui permet de poursuivre la tradition du gâteau partagé sans élire un roi. À partir de 1870, les graines de fève sont systématiquement remplacées par des figurines en porcelaine ou – plus récemment – en plastique ou en métal, souvent doré.
Si l'emploi de véritables fèves est d'actualité, il existe une multitude de fèves fantaisie que collectionnent les adeptes de la fabophilie. Certains boulangers bruxellois n'hésitent pas à remplacer la fève en céramique par de véritables pièces d'or 18 carats.

### Le gâteau

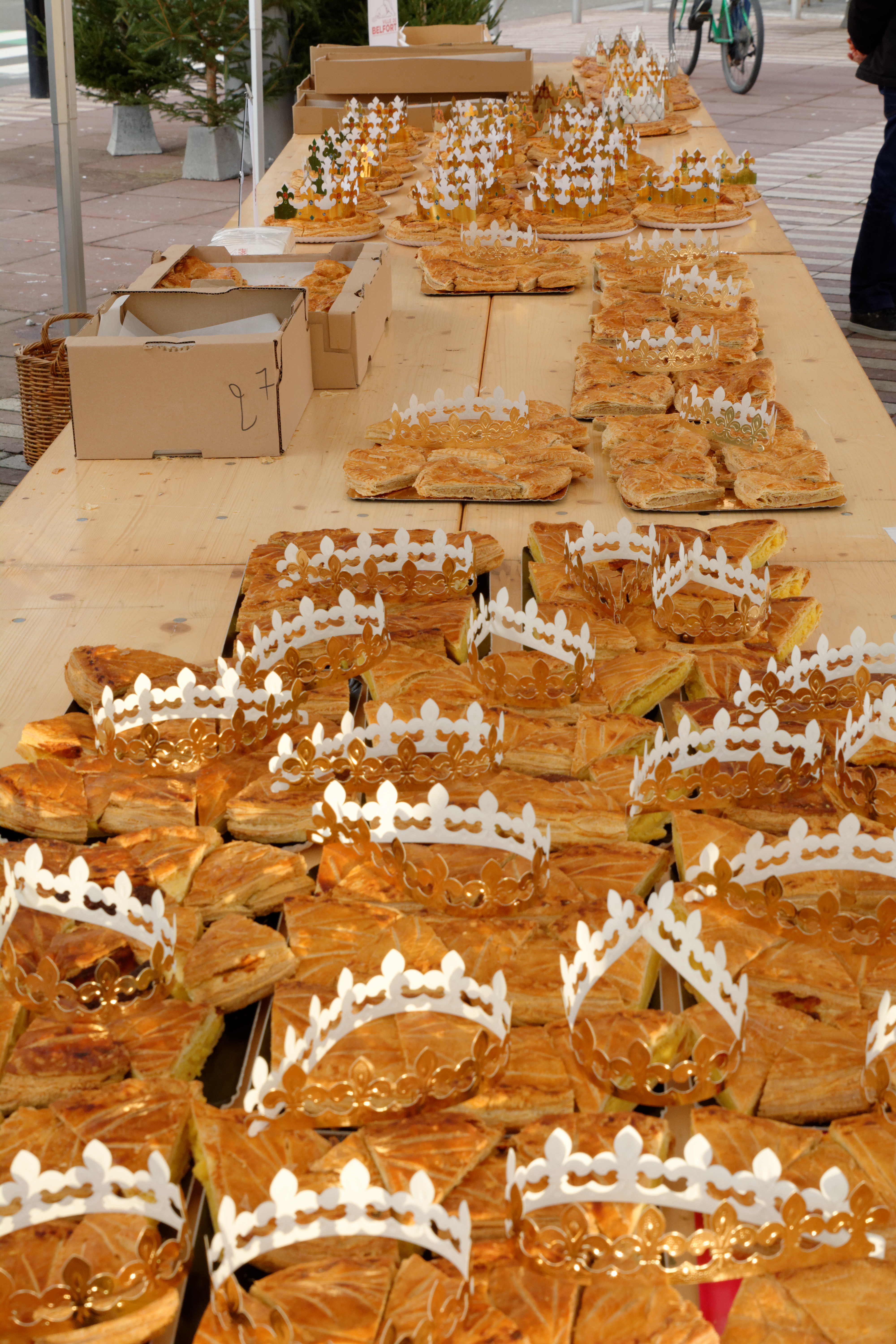
Galettes des rois à Belfort.

Dans la plus grande partie de la France, la galette des rois est originellement une galette à base de pâte feuilletée, simplement dorée au four et mangée accompagnée de confitures ; elle peut également être fourrée avec diverses préparations : frangipane, fruits, crèmes, chocolat, frangipane mélangée à la compote de pommes, par exemple.
Dans le Sud de la France, l'usage pour l’Épiphanie est de préparer le gâteau des rois, un grand pain sucré, en forme de couronne, à la pâte plus ou moins aérée et parfumée à l'eau de fleur d'oranger. Le royaume de France se partage alors[Quand ?] en pays de langue d'oc, où l’on fabrique toujours un gâteau des rois (la recette de la pâte variant suivant les pays : « flamusse » de Bresse, « pastissou » du Périgord, « coque des rois » ariégeoise, « royaume » ou « reiaume » de Montpellier et des Cévennes, « garfou » du Béarn, « goumeau » de Franche-Comté, …) ; et pays de langue d'oïl où l’on prépare dès le XVe siècle un dessert de pâte sablée fourrée de crème d’amandes qui devient plus tard une pâte levée à la levure de bière nommée « gorenflot ». On trouve aussi des galettes à base de pâte sablée dans l’ouest[réf. souhaitée].
Selon un article de presse daté de 2012, plus de 80 % des galettes des rois vendues à Paris seraient des transformations industrielles que les commerçants (boulanger/pâtissier, terminaux de cuisson, grande distribution) se contentent de cuire. Les parts respectives de galettes artisanales et industrielles sont donc d'autant plus malaisées à évaluer qu'une partie des artisans commercialise des galettes fabriquées industriellement.
Les gâteaux des rois du commerce sont également très largement issus de transformations de l'industrie agroalimentaire.

### La couronne

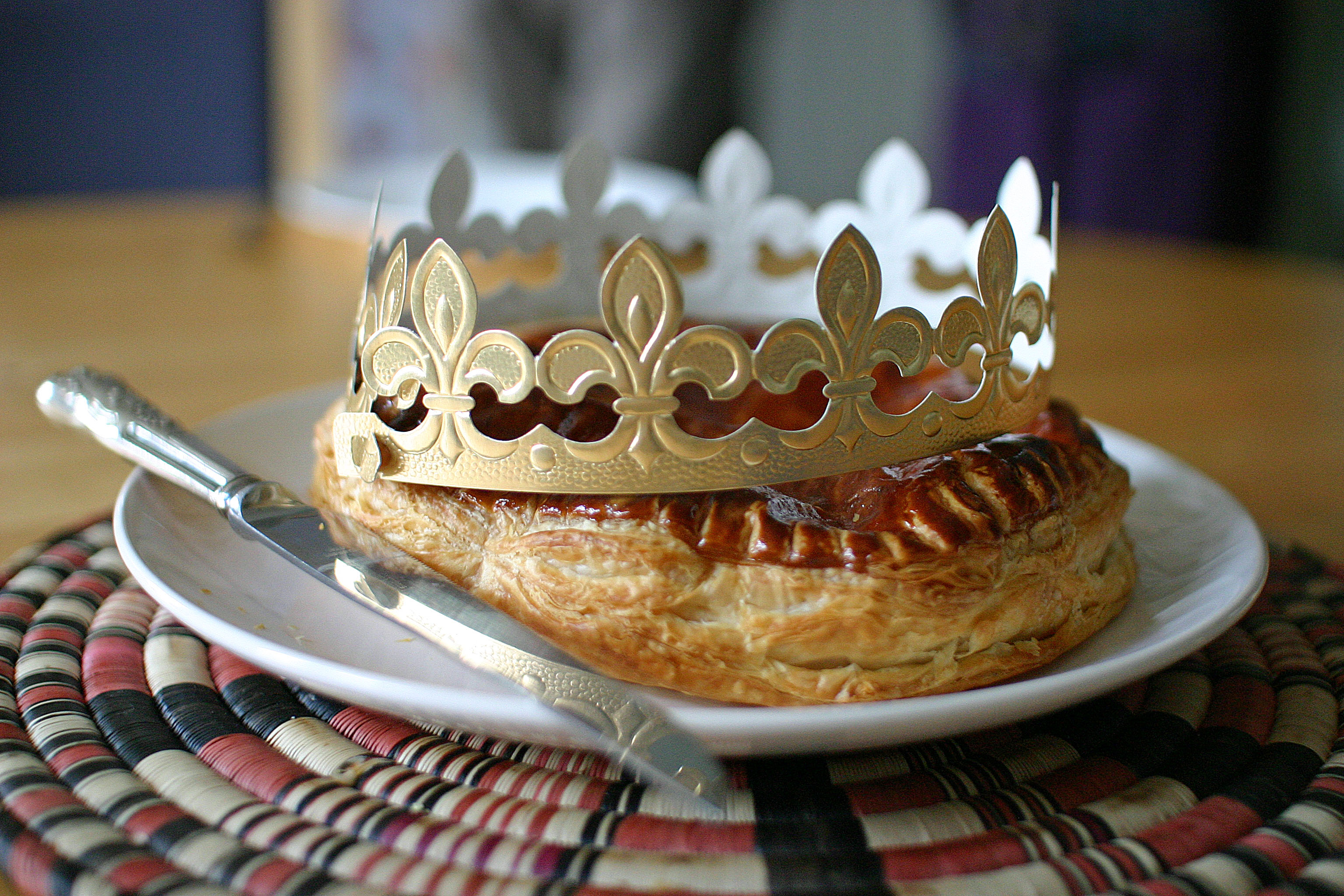
Galette des rois avec sa couronne

Dans le circuit commercial, dès la seconde moitié du XXe siècle, les boulangers fournissent avec la galette une couronne en papier doré ou argenté. La personne qui découvre la fève a le droit de porter une couronne de fantaisie et de choisir sa reine ou son roi, soit ouvertement soit par un stratagème en plaçant la fève dans le gobelet de l'élu de son choix.

## Géographie de la galette des rois
La galette à base de pâte feuilletée fourrée à la crème frangipane dans les 3/4 nord de la France, le pain sucré parfumé à l'eau de fleur d'oranger autour de la Méditerranée et en Franche-Comté, se partagent les tables.

### France

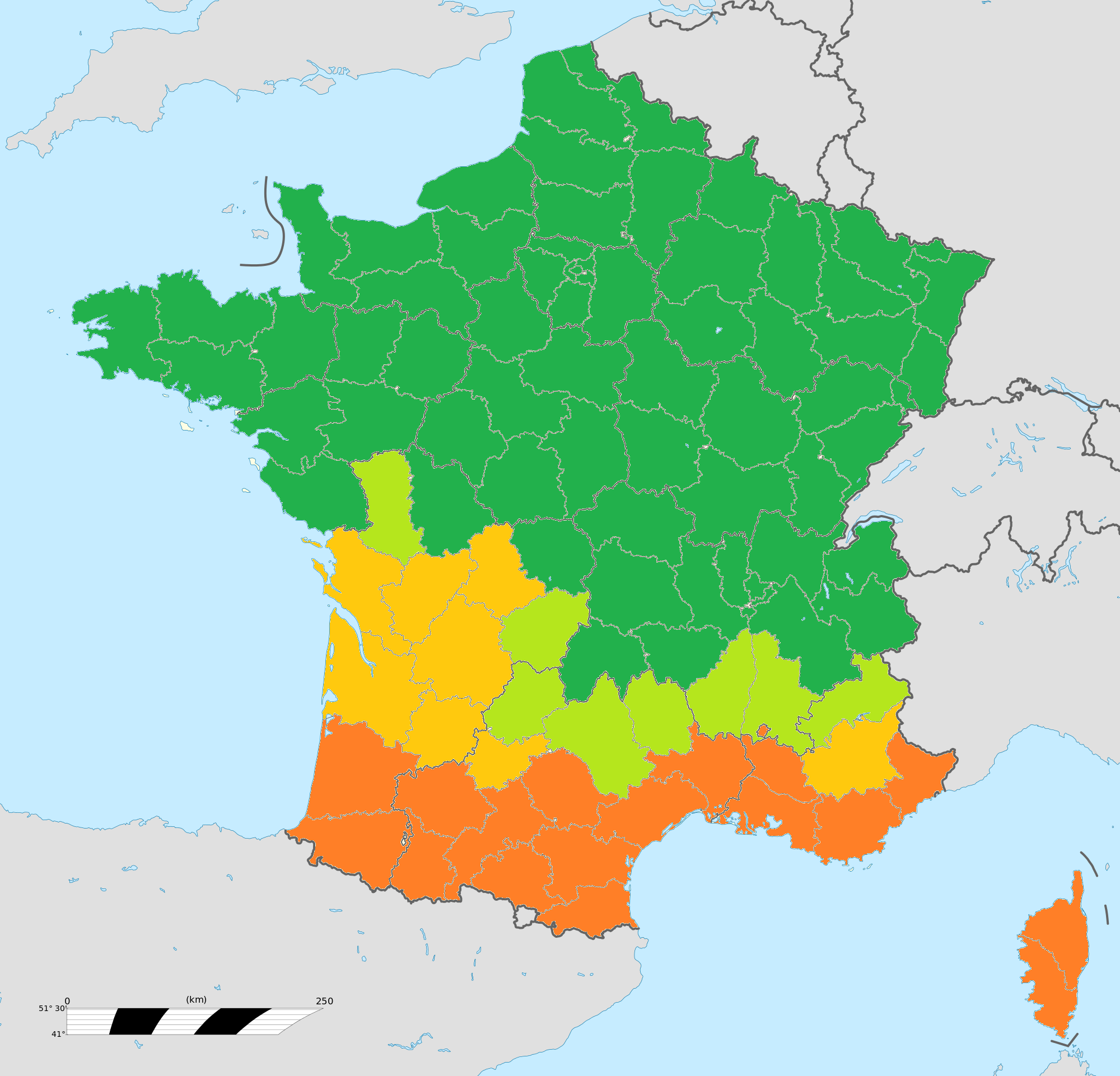
Ventes de galettes des rois et de gâteaux des rois selon les départements :
• vert foncé : galette entre 75 et 100 %.
• vert clair : galette entre 50 et 75 %.
• orange foncé : gâteaux entre 75 et 100 %. (≈)
• orange clair : gâteaux entre 50 et 75 %

Dans le nord de la France, la recette dominante est à base de pâte feuilletée, beurre et frangipane.

Dans le sud de la France, autour de la Méditerranée et dans le Bassin Aquitain, l’usage pour l’Épiphanie est de préparer le Gâteau des Rois : un grand pain au levain sucré ou une brioche en forme de couronne, évidé en son centre.

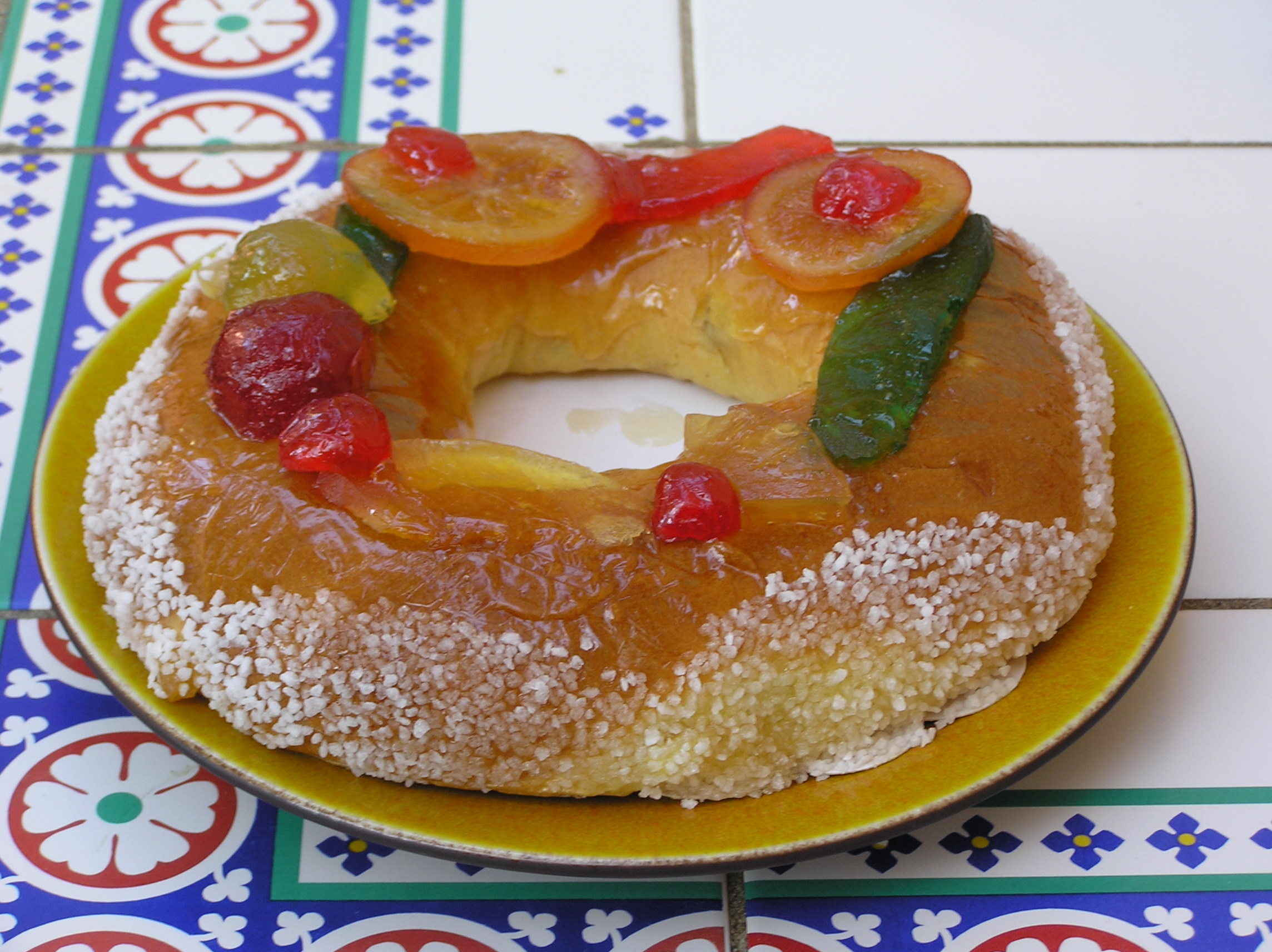
Gâteau des rois.

Cela forme un gâteau à la pâte plus ou moins dense (ou inversement très aérée pour les gâteaux industriels au volume flatteur), de forme torique, généralement parfumé à l'eau de fleur d'oranger ou au citron et recouvert de sucre. Dans le sud-est, des fruits confits colorés sont ajoutés, évoquant les pierres précieuses des couronnes. Suivant les lieux, il prend diverses appellations populaires : « gâteau des rois », « couronne des rois », « royaume », « fouace des rois », etc. Les deux recettes coexistent souvent. En effet, les commerces du sud proposent généralement aussi la « galette parisienne » à la vente, qui gagne en effet en popularité et est consommée par une partie significative de la population. Elle est fréquemment revisitée avec par exemple une farce de chocolat noisette, une pâte parfumée aux agrumes et au rhum des Antilles ou aux fruits confits macérés au rhum.
- à Dunkerque et dans ses environs, la galette des rois est une galette beurrée semblable à une tropézienne.
- en Normandie, la nourolle sont une pâtisserie traditionnelle composée d’une pâte briochée et de beurre, ayant la forme de douze petites boules, une pour chacun des apôtres de Jésus-Christ ; une fève étant insérée dans l’une d’entre elles[66].
- en Bretagne, le Kouign-amann des rois une version du Kouign-amann fourré de frangipane[67].
- dans le Loiret, on consomme le pithiviers.
- la galette comtoise (galette sèche à base de pâte à choux recouverte de sucre et de beurre, aromatisée à l'eau de fleur d’oranger).
- en Savoie et Haute Savoie, plus particulièrement dans la région d'Albertville[68], la galette des rois est une brioche à l'anis et au safran.
- à Poitiers ou à Nantes, les deux types de galette se partagent égalitairement les ventes dans les boulangeries.
- dans le nord de l'Aquitaine historique (Poitou, Limousin), les galettes sont dénommées commercialement « couronne des rois » depuis les années 1980, les galettes à la frangipane ayant monopolisé l'appellation « galette des rois »[pas clair].
- à Bordeaux, le gâteau est privilégié et se nomme « couronne bordelaise » ou corona bordalesa.
- à Toulouse, il se vend huit coques pour deux galettes parisiennes mais selon les professionnels, cette part augmente régulièrement avec les néo-Toulousains[69].
- dans les Pyrénées, le gâteau est l'usage mais la galette parisienne, qui en 2014 représente 20 à 30 % des ventes, est en augmentation[70].
- dans le département de l'Ariège, la « coque » est une brioche en forme de couronne, aromatisée à la fleur d'oranger et agrémentée de fruits confits tels que des melons et des cédrats.
- dans le Sud-Est de la France, la pogne est réalisée à base de pâte levée[71].
- en Guyane, la galette créole (galette sèche et sablée garnie à la crème, au coco, à la goyave ou autres fruits locaux), est consommée pendant toute la période carnavalesque (de l'Épiphanie aux Cendres) et est de préférence accompagnée de champagne.

### Belgique

#### Belgique francophone (Wallonie-Bruxelles)
En Belgique francophone de tradition catholique, le jeu de « tirer les rois » autour de la galette est largement suivi. Chaque année, son arrivée sur les étals fait la une des médias, parfois pendant plusieurs jours.
Ainsi, dans la région wallonne, l'engouement est massif : la vente y totalise chaque année près d'1 million de galettes pour une population de 3 millions d'habitants. Alors que la vente des galettes des rois commerciale est chaque année l'occasion d'une promotion importante,, la tendance moderne est de préparer soi-même la galette pour participer à ce jeu en famille et entre amis, voire sur le lieu de travail ou à l'école. La variante de plus en plus populaire consiste à ajouter une fine couche de confiture d'abricot sur la frangipane.
A Bruxelles, certains boulangers n'hésitent pas à remplacer la fève faite de céramique ou en porcelaine par une véritable pièce d'or 18 carats.

#### Belgique néerlandophone
En Belgique néerlandophone, la pratique est plus confidentielle[réf. nécessaire], mais reste populaire. La galette de l'Épiphanie y porte le nom de driekoningentaart) qui peut se traduire littéralement par le « gâteau des trois rois ».

#### Humour à la Belge
Le Royaume étant connu pour son humour et l'autodérision, le Palais royal participe à cette tradition et passe commande chez son fournisseur. Aucun commentaire public n'a été fait à ce jour sur le choix du gagnant parmi la famille royale ni sur la reconnaissance de son éphémère légitimité par le véritable Roi en titre.

### Suisse
En Suisse romande, la galette des rois est restée la galette à base de brioche. Cette tradition est relativement récente, n'ayant été introduite que dans les années 1960. À la suite d'une proposition de l'association des boulangers, la grande distribution a ancré la brioche dans les habitudes.

### Dans le monde non-francophone
On trouve des coutumes similaires selon les pays et les régions, qui recourent à d’autres sortes de pâtisserie :
| Pays                       | Nom                    | Signification                                            | Particularité |
| -------------------------- | ---------------------- | -------------------------------------------------------- | --- |
| en Flandre et aux Pays-Bas | de driekoningentaart   | la tarte des trois rois                                  | galette composée de deux pâtes feuilletée garnies de frangipanne et parfois agrémentée de confiture d'abricot                                   |
| en Allemagne               | Der dreikönigskuchen   | le gâteau des trois rois                                 | |
| au Portugal                | o bolo rei             | le gâteau du roi                                         | gâteau de forme arrondie et creusé au centre. Ne pas confondre avec Bolo Rei Escangalhado.                                                      |
| en Espagne                 | el roscón              |                                                          | couronne briochée décorée de fruits confits |
| au Mexique                 | la rosca de Reyes      | le beignet des rois                                      | couronne évoquant celle des Rois Mages et toujours orné de fruits secs qui symbolisent les pierres précieuses incrustées                        |
| en Grèce                   | vassilopita            | le gâteau du roi                                         | gâteau levé rond, à base d'amande et de yaourt, aromatisé par du jus de citron ou d'orange                                                      |
| en Bulgarie                | pitka                  | le puits                                                 | pain levé à l'huile, également servi pour Badni Vecher (veille de Noël). Le 1er morceau désigné n'est pas mangé et est la part réservée à Dieu. |
| en Italie toscane          | befanini               | biscuits en l'honneur de Befana                          | biscuits sablés recouverts de zeste de citron, de brisures de chocolat, de raisins secs, ou de boules sucrées colorées                          |
| au Royaume-Uni             | the Twelfth-night cake | le gâteau de la douzième nuit (Twelve Days of Christmas) | gateau levé rond à base d'amande et de massepain, de fruits confis, de citron et recouvert d'un glaçage épais                                   |
| dans le Sud des États-Unis | the king cake          | le gâteau du roi                                         | brioche glacée |

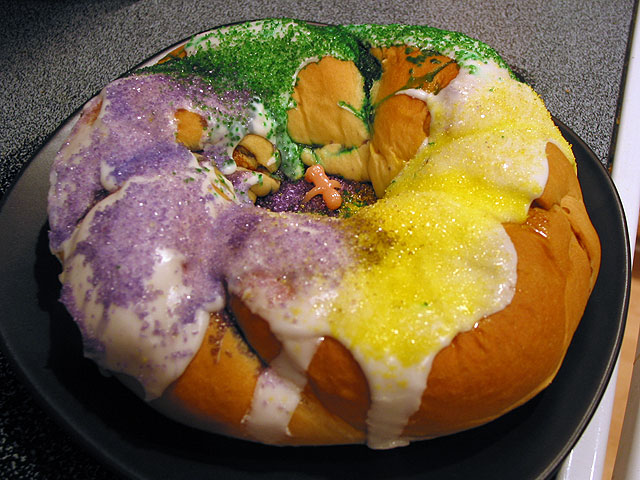
Gâteau des rois louisianais.

L'Épiphanie est également célébrée dans le Nouveau Monde, en particulier dans les régions à immigration francophone (française et wallonne essentiellement) : le Québec, l'Acadie et le sud des Etats-Unis d'Amérique. Alors que la galette des rois est conservée au Québec et en Acadie, il est de coutume de consommer à La Nouvelle-Orléans un king cake lors du mardi gras : il s'agit d'une brioche au glaçage aux couleurs violette, verte et or, traditionnelles du carnaval, quelquefois fourrée de fromage à la crème et de pralines. Une fève rouge ou une figurine représentant Jésus est insérée dans la pâte de la brioche, puis cuite, parfois remplacée par des pois, des haricots, des noix de pécan ou une pièce de monnaie.
En famille, chez des amis ou sur le lieu de travail, le roi désigné est tenu d'offrir le prochain gateau des rois l'année suivante.

## Expression
- « Trouver la fève au gâteau » : faire une bonne découverte, une heureuse rencontre ou trouver le nœud d’une affaire, d’une question[85]. Cette expression est présente dans la 6e édition du Dictionnaire de l'Académie française (1835), ainsi que dans le Dictionnaire de la langue française (1872-77) d'Émile Littré.

## Dans la culture populaire
J'aime la galette est une chanson enfantine française, popularisée sur scène par Léontine Fay, dans les années 1820.